# Castle Strike
Castle Strike is een 3D real-time strategy computerspel, ontwikkeld door het Duitse Related Designs en uitgegeven in 2003 door Data Becker.

## Algemeen
Het speelt zich af in Centraal-Europa in de Middeleeuwen waarin de speler strijdt tegen andere legers te midden van kastelen, veldslagen en vestingen. De speler houdt zich bezig met het leger (zoals ridders en boogschutters maar ook de bewapening), het bouwen van kastelen en verdedigingsmuren, het aanvallen van vijandelijke burchten, bandieten te grazen nemen en het voeren van veldslagen. Het spel legt de nadruk op de gevechten in plaats van de economie en het management gedeelte van het real-time strategy genre.

## Single- en multiplayer
Het spel heeft 4 singleplayer campagnes: de Duitse, Franse en Engelse en een campagne waarin het spel wordt uitgelegd. Deze bestaan samen uit 27 missies die zich afspelen ten tijde van de Honderdjarige Oorlog. In de Duitse campagne speelt men als Thorwald, de zoon van de hertog Von Rabenhorst, om de eer van de Rabenhorst dynastie hoog te houden in een conflict met nabijgelegen vijanden. Ook in de andere campagnes speelt men een fictief verhaal dat zich afspeelt in een historische omgeving en achtergrond.
In de multiplayer modus zijn er enkele scenario's (plus een generator om willekeurige maps te genereren) om tegen menselijke spelers of door de computer bestuurde spelers te strijden (maximaal 4 personen).